# Fürstlich Castell’sches Archiv
Das Fürstlich Castell’sche Archiv ist ein Adels-, Haus- und Familienarchiv in der bayerischen Gemeinde Castell im unterfränkischen Landkreis Kitzingen. Das Archiv beinhaltet die urkundliche Überlieferung des gefürsteten Adelsgeschlechts zu Castell und ist heute in der ehemaligen Domanialkanzlei, dem vormaligen Wildbad mit der Adresse Kniebrecher 3 untergebracht.

## Geschichte

### Auf dem Oberschloss
Der Großteil der Dokumente, die heute im Archiv aufbewahrt werden, wurden „von den ältesten Zeiten an“ im Stammschloss Castell, dem sogenannten Oberschloss aufbewahrt. Daneben gelangten auch die Bestände aus der Burg Großlangheim ab 1447 und Urkunden aus der einzigen Stadt der Grafschaft, Volkach, vor dem Jahr 1520 hierher. Bereits im Jahr 1525 wurden große Teile des Bestandes im Deutschen Bauernkrieg allerdings zerstört. Es ist lediglich einem Zufall zu verdanken, dass sich überhaupt Urkunden erhalten konnten. Denn der Bruder des regierenden Grafen Wolfgang, Johann II. zu Castell, hatte viele Unterlagen in seinem Haus in Kitzingen deponiert. Sie wurden 1528 nach Castell zurückgebracht.
Als erster Archivar des Castell’schen Archivs ist der Humanist Hieronymus Ziegler nachweisbar. Er war der Lehrer der unmündigen Kinder von Graf Wolfgang und sichtete die Archivalien ab 1531. 1548 veröffentlichte Ziegler daraufhin die erste Familiengeschichte des Grafengeschlechts. Ihm folgte Paulus Papius im Jahr 1585 nach. In seine Amtszeit fällt die Neuordnung der Registratur, sodass die in den castell’schen Nebensitzen Remlingen und Rüdenhausen anfallenden Akten ebenfalls nach einiger Zeit nach Castell gebracht wurden. Papius veröffentlichte ebenfalls eine Familiengeschichte auf Grundlage des urkundlichen Materials.
Im Dreißigjährigen Krieg wurde das Archiv neuerlich zerstört. Allerdings gelang es dem regierenden Grafen Wolfgang Georg zu Castell-Remlingen die gefährdeten Unterlagen zuvor nach Frankfurt zu bringen. Am 26. März 1632 erhielt der Graf die Eingangsbestätigung des Archivs, das in mehreren Reisekisten und Fässern verpackt worden war. Zwar ließ sich Graf Wolfgang Georg I. zu Castell-Remlingen immer wieder einzelne Akten nach Castell bringen, der Großteil des Archivs blieb jedoch bis zum Jahr 1653 in Frankfurt. Zunächst gelangte es anschließend nach Remlingen. Erst 1657 kehrten die Urkunden nach Castell zurück.
Neuerlich wurden die Dokumente aus Sicherheitsgründen im Jahr 1682 verlegt. Diesmal erhielt der Stadtrat von Nürnberg die Unterlagen. 1686 gelangten sie nach Castell zurück, wo sie vom amtierenden „Canzleidirektor“ Philipp Gampert in Empfang genommen wurden. In der Folgezeit stellte man mit Sebastian Mayer einen Registrator ein, der ab 1698 insgesamt 39 verschiedene Abteilungen identifizierte. Mayer verzichtete auf die Anlage eines Repertoriums, weswegen seine Bemühungen später kritisiert wurden.

### Im Dorf

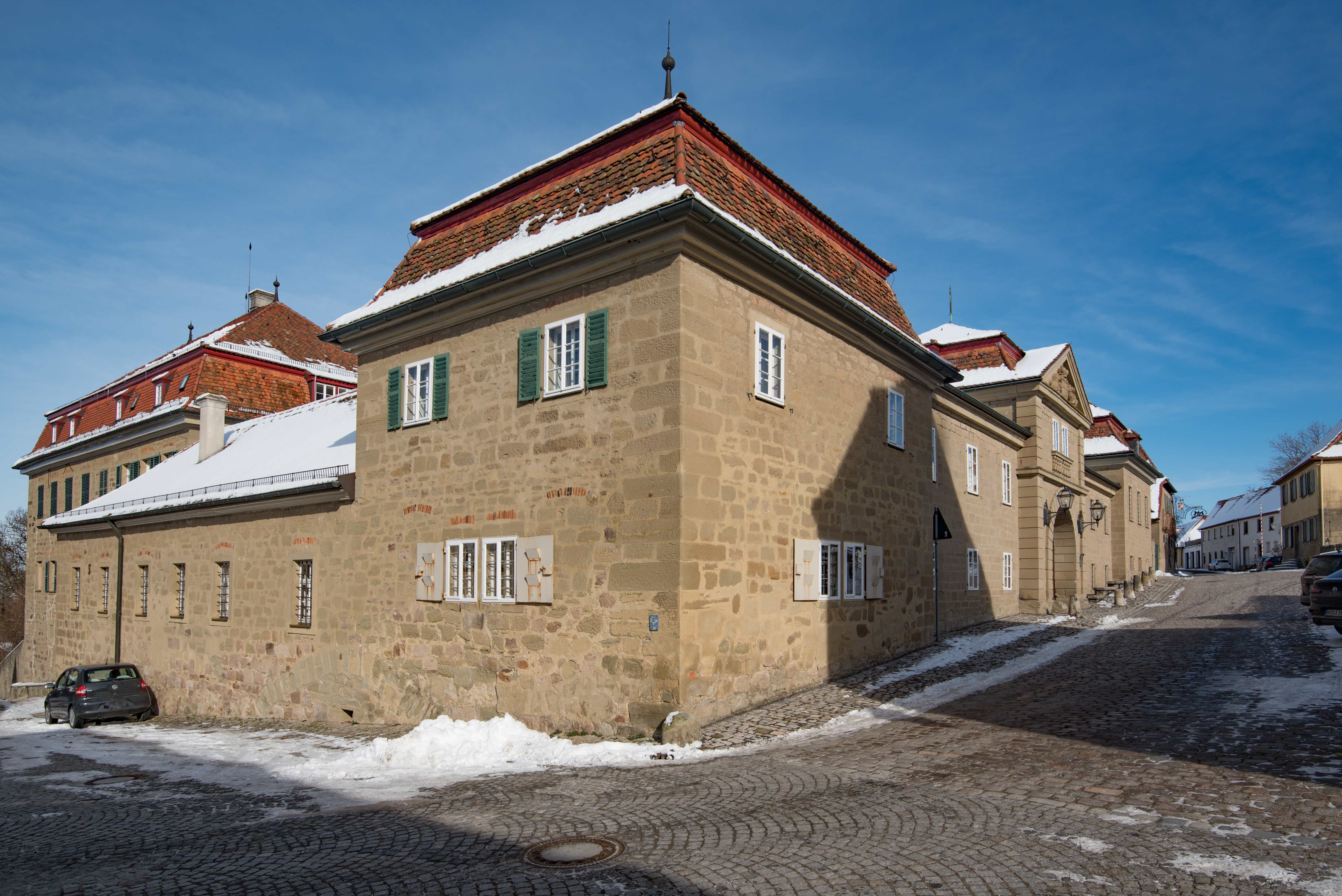
Insgesamt 130 Jahre war das Archiv in einem der Schlossflügel von Schloss Castell untergebracht

Im Jahr 1732 zog das Archiv vom Stammschloss am Casteller Berg in das zwischen 1687 und 1689 im Dorf neu errichtete Schloss Castell im Ortskern, wobei es zunächst in einem Kellerraum untergebracht wurde. Bis 1738 schrieb der Rechtskonsulent Georg Tobias Pistorius an einer Erweiterung der gräflichen Familiengeschichte. Im Jahr 1770 entschied Graf Ludwig Friedrich zu Castell, dass das Archiv innerhalb des Schlosses umziehen sollte. Hierzu wurde ein Flügel des Schlosses umgebaut. Das Archiv wurde in den folgenden Jahren als Vermögensbestandteil des Grafengeschlechts gewertet und tauchte als solcher auch immer wieder in den Hausgesetzen auf.
Mit dem Ende der Grafschaft Castell durch die Mediatisierung im Jahr 1803 war eine Neuordnung des Archivwesens notwendig geworden. Bereits am 17. März 1803 schrieb der Regierungsassessor Friedrich Wilhelm Viehbeck an die regierenden Grafen und brachte ihnen seinen Plan vor, das Archiv neu zu ordnen. In der Folgezeit wurde das Archiv in sechs Teile untergliedert und vor allem die Urkunden als besondere Schätze gesichert. Im Jahr 1802 hatte die Grafschaft durch den Ebracher Abt Eugen Montag die bis heute älteste Urkunde in ihren Beständen erhalten, die auf das Jahr 1224 datiert.
Im Laufe des 19. Jahrhunderts scheiterte der Versuch mehrfach, eine umfassende Hausgeschichte der Castell zu veröffentlichen. Erst zu Beginn des 20. Jahrhunderts plante man vonseiten der Grafen, die Stelle eines Archivars dauerhaft zu besetzen. Erster Hausarchivar wurde der Archivrat August Sperl, der 1902 seine Stelle antreten konnte. Sperls Aufgabe bestand unter anderem darin, das Archiv vom Schloss in das ehemalige Wildbad zu verlegen und neu zu ordnen. Neben der Ordnung des Archivs gelang es Sperl 1908 die Castell’sche Familiengeschichte herauszugeben.
Erst 1914 begann die Erschließung des Archivs durch Repertorien, die unter dem Obersekretär und Archivbeamten Albert Schübel vollendet wurden. Erst 1951 erhielt das Archiv wiederum einen wissenschaftlichen Leiter. Die Grafen zu Castell hatten hierfür den Historiker Max Domarus gewinnen können. Unter Domarus entstand ein Archiv-Benutzerzimmer, daneben wurden auch Ausstellungsräumlichkeiten eingerichtet. Das Archiv gliedert sich auch heute noch nach der von Friedrich Wilhelm Viehbeck vorgenommenen Ordnung. Amtierender Archivdirektor ist Jesko zu Dohna (Stand: 2025).

## Bestände
Die Bestände des Archivs gehen bis ins 13. Jahrhundert zurück und umfassen über 23.000 Akten. Als älteste Urkunde gilt eine Archivalie, die im Jahr 1802 aus dem Kloster Ebrach nach Castell gelangte. Darin übergab Graf Rupert III. von Castell dem Kloster die Vogteifreiheit über alle Weinberge. Weitere bedeutende Urkunden datieren auf das Jahr 1339 (Wiederaufbau Stettenburg), 1398 (Münzrecht Volkach) und 1414 (Marktrecht Großlangheim). Das Urkundenarchiv umfasst heute etwa 7.800 Urkunden, wobei ein Hauptbestand von den Lehensurkunden gebildet wird, von denen sich etwa 3.800 Exemplare erhalten haben. Die weitere Unterteilung des Urkundenarchivs erfolgt nach den Linien, in die sich das Haus Castell unterteilt.
Innerhalb der Urkundenabteilung finden sich allerdings auch Familienverträge, Erbeinungen, Teilungen und Hausgesetze. Außerdem ist das Urkundenarchiv in thematisch gegliederte Bereiche eingeteilt, darunter sind folgende Themen: „Irrungen mit Nachbarn“, Gerichts- und Polizeisachen, Besitz- und Eigentumsverhältnisse, Aktiv- und Passivreichnisse, Zehentsachen, Dingliche Lasten und Rechte, Schafhut, Jagd, Pfarr- und Schulsachen, Ortsangelegenheiten. Daneben sind hier Zins-, Gült- und Lagerbücher zu finden.
Für die Verwaltungsgeschichte der Grafschaft Castell ist das Aktenarchiv der Kanzlei und das Hausarchiv von besonderer Bedeutung. Hier finden sich Kriegsakten (ab 1525), Reichs- und Kreissachen, Landesteilungen und Huldigungen, Organisation der Ämter, Regierungsprotokolle, Lagebücher und Grundbücher, Bauakten, Bibliotheksakten, Prozeßakten. Das Wirtschaftsarchiv umfasst die historische Aktenlage der Credit-Casse Castell, der heutigen Castell-Bank. Mehrere Varia-Bestände ergänzen die umfassenden Akten.
Alle Abteilungen des Archivs:
- A. Urkundenarchiv
  - I. Das alte ungeteilte Haus
  - II. Alt-Castell-Rüdenhausen
  - III. Castell-Remlingen
  - IV. Castell-Castell
  - V. Castell-Rüdenhausen
- B. Hausarchiv
- C. Kanzleiarchiv
- D. Wirtschaftsarchiv
- E. Amtsbücher
- F. Sammlungen
- G. Dienstbibliothek[6]

Daneben umfasst das Archiv auch eine große Fotosammlung, wobei die ältesten Fotografien auf die Zeit um 1870 datieren. Außerdem werden im Archiv die Werbedias der Castell-Bank aufbewahrt. Hierunter sind vor allem Werbefotografien, die ab den 1940er Jahren einsetzen. Als Dokumentation der wirtschaftlichen Tätigkeiten wurden ab den 1970er Jahren weitere Fotografien gesammelt. Mit der Dienstbibliothek befindet sich im Archiv eine etwa 2.800 Bände umfassende Spezialbibliothek zur fränkischen Landesgeschichte.